# Frenectomía
Frenectomía (del latín frēn(um)- "freno", "brida"; y del griego -ektomíā "extirpación quirúrgica") es la extirpación quirúrgica del frenillo (un pequeño pliegue de tejido que evita que un órgano del cuerpo se mueva demasiado)  anormal del labio, de la lengua o del pene.

## Terminología
Sinónimos: "frenotomía", "frenillectomía", "frenilectomía" (usando en odontología), "frenulectomía".
La "frenuloplastía" es la cirugía plástica reparadora del frenillo.
Sin embargo, frenectomía puede tener otro significado: (del griego phren(o)- "diafragma" + -ektomíā "extirpación quirúrgica") extirpación quirúrgica de una porción del diafragma.

## Indicación
Cuando hay un frenillo anormalmente corto, en general, puede romperse espontáneamente y producir abundante sangrado, aunque sin consecuencias importantes. Otros problemas que indican la intervención quirúrgica del frenillo:

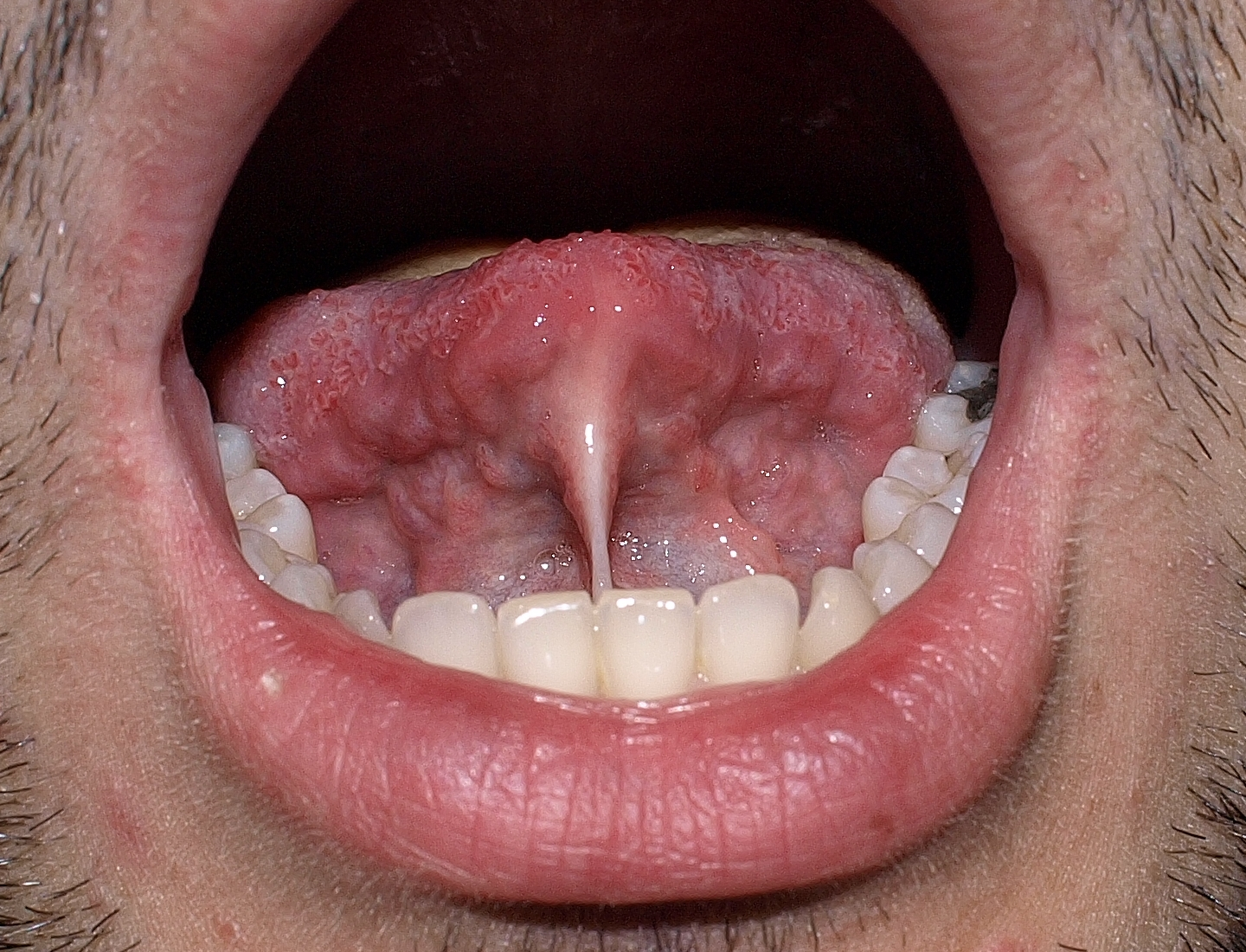
Frenulum linguae o sublingual

- sublingual: limita la movilidad de la lengua, dificulta la succión y la deglución, produce alteraciones fonéticas (con las letras r, s, d y las combinaciones pd, pl, pr), ulceraciones linguales y problemas de desarrollo de los maxilares.

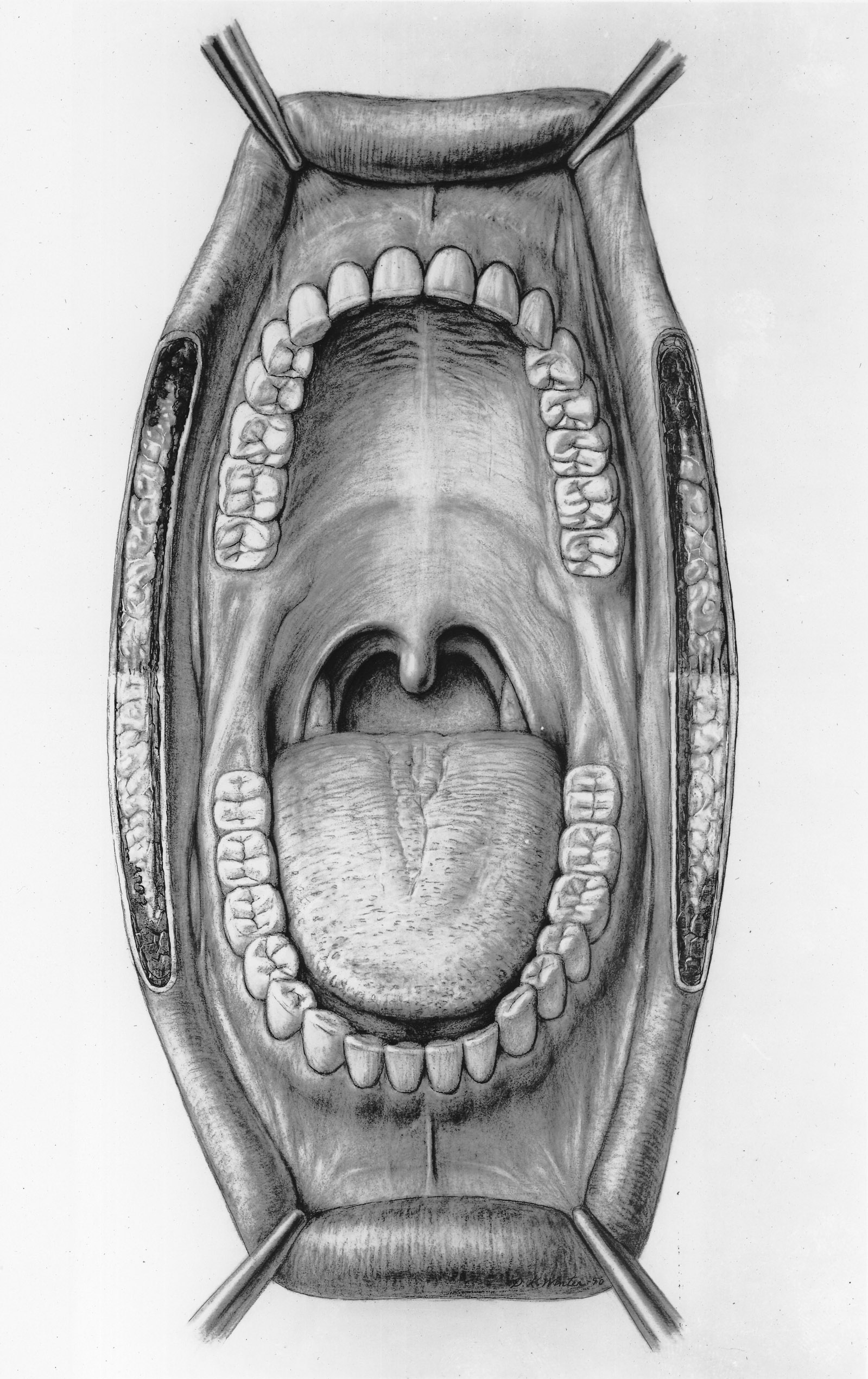
Frenillos labiales superior e inferior

- de los labiales (superior e inferior): problemas dentales, fonéticos, con las prótesis dentales, y estéticos (labio corto o retraído).

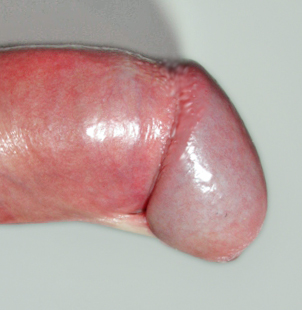
Frenillo del pene

- del pene: limita la retracción del prepucio, produce dolor en las relaciones sexuales.

## Técnica quirúrgica
Se puede realizar tanto con bisturí (cirugía convencional) como con láser. Cuando la cirugía se realiza en la lengua, o el labio superior o inferior los suele llevar a cabo un cirujano máxilo-facial o un odontólogo; cuando el frenillo intervenido está en el pene, lo suele realizar un urólogo o un cirujano general.